# Середземноморські склерофільні та мішані ліси Південно-Західної Іберії
Середземноморські склерофільні та мішані ліси Південно-Західної Іберії (ідентифікатор WWF: PA1221) — палеарктичний екорегіон середземноморських лісів та чагарників, розташований на південному заході Піренейського півострова, на території Португалії та Іспанії.

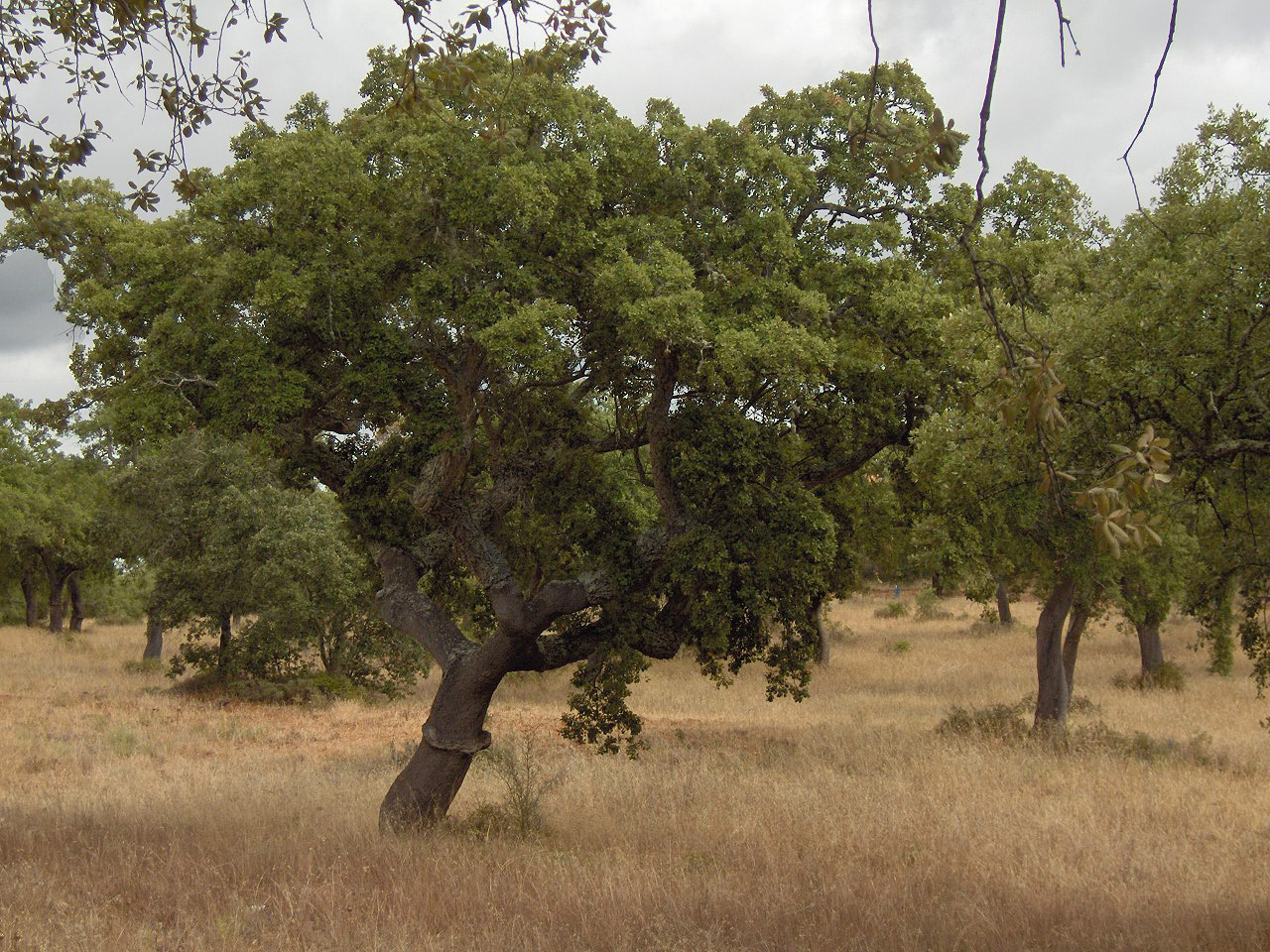
Коркові дуби в регіоні Алентежу, Португалія

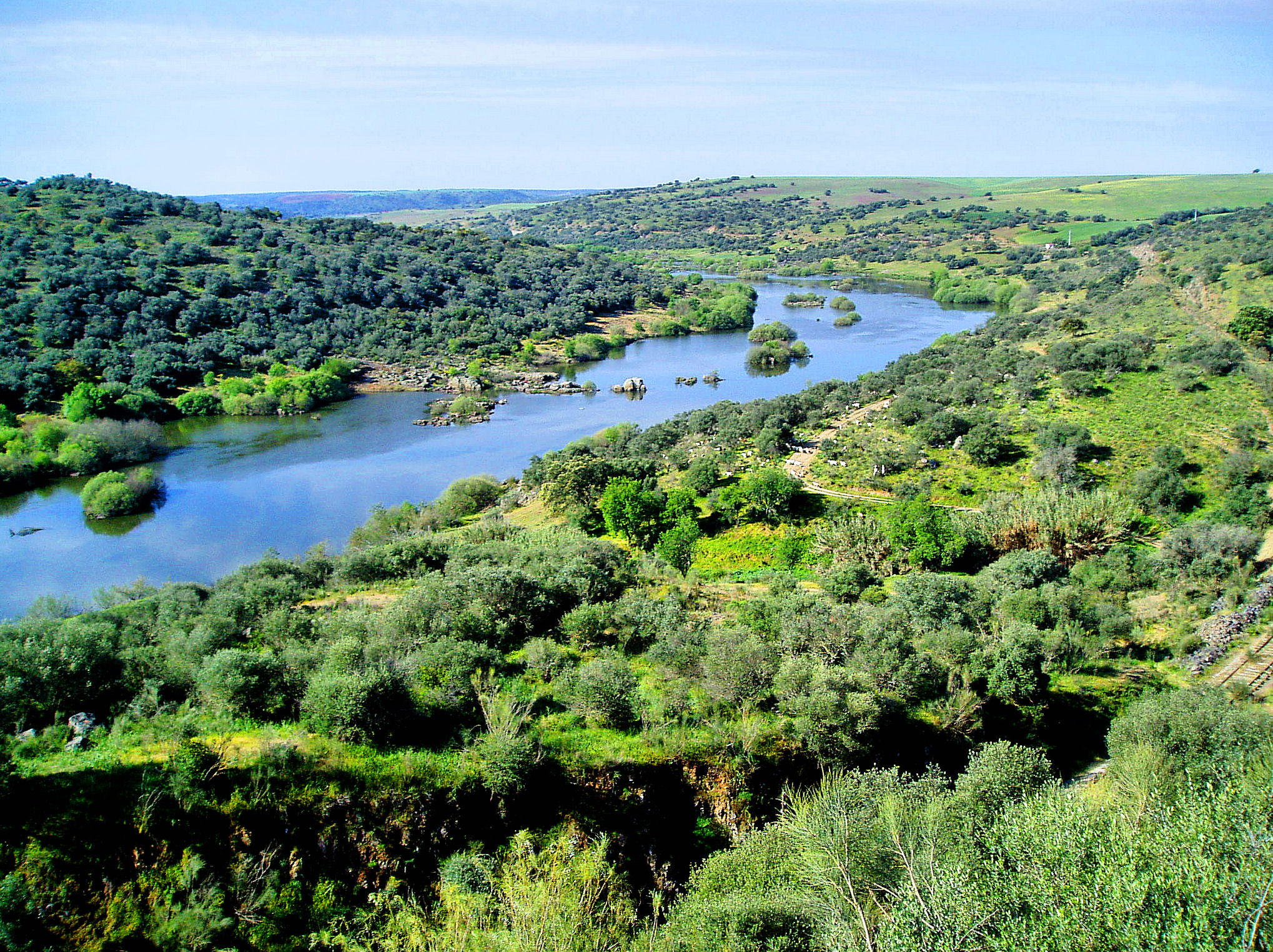
Річка Гвадіана в районі Серпи, Португалія

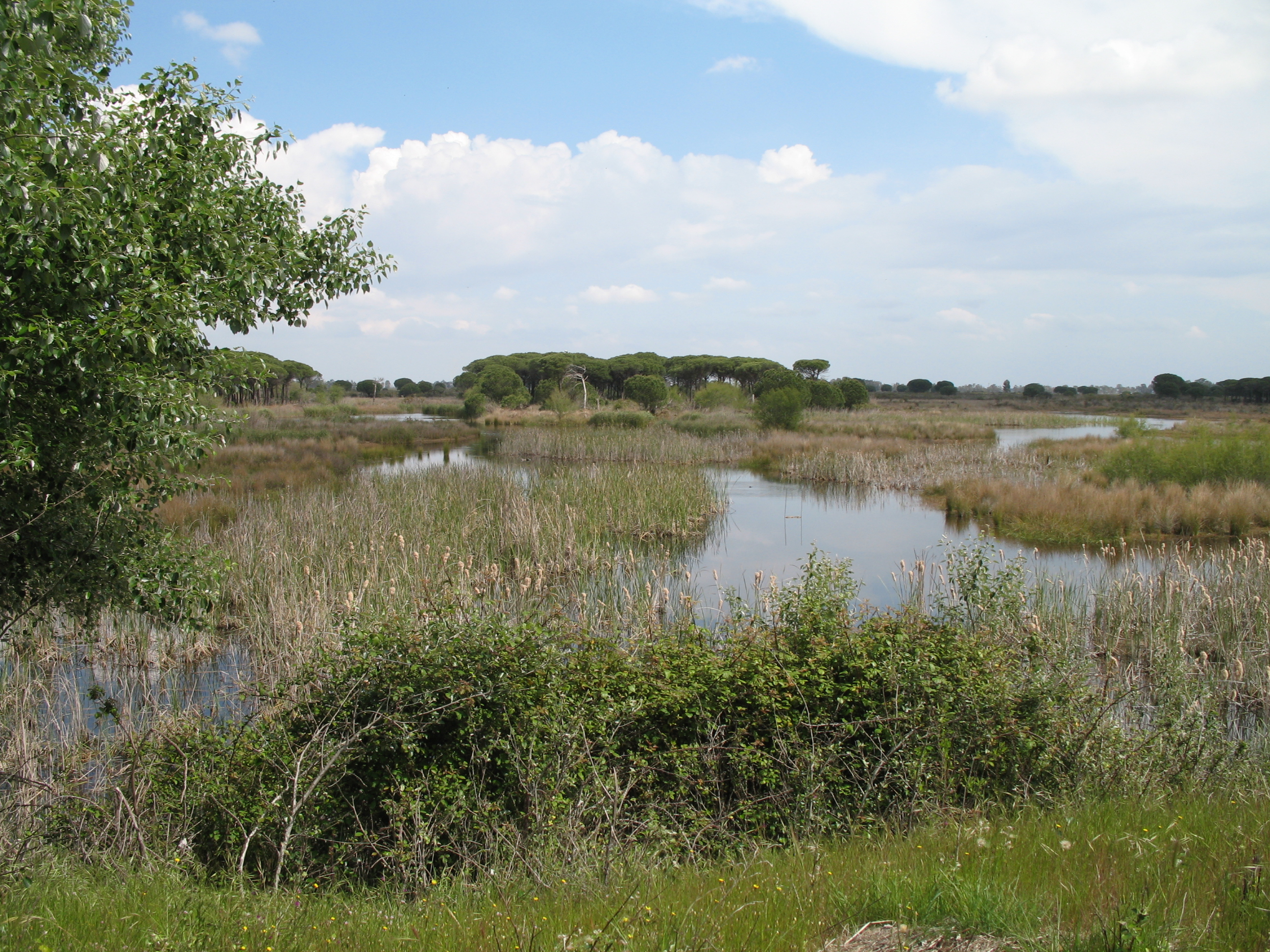
Заболочена місцевість в гирлі Гвадалквівіру (Національний парк Доньяна, Іспанія)

## Географія
Екорегіон середземноморських склерофільних та мішаних лісів Південно-Західної Іберії охоплює низовини, долини і смугу атлантичного узбережжя у центральній і південній Португалії та у південно-західній Іспанії (Естремадура і Андалусія). Він розташований переважно в межах басейнів трьох річок — Гвадіани, Тахо та Гвадалквівіру.
В межах екорегіону переважають палеозойські кристалічні субстрати — граніти, сланці, кварцити та мармури. Мезозойські і четвертинні осадові породи (піски, пісковики, конгломерати і вапняки) зустрічаються рідко в деяких прибережних районах.
На сході екорегіон межує з піренейськими склерофільними та напівлистопадними лісами, які займають більшу частину внутрішніх районів Іспанії та внутрішні райони Південно-Східної Португалії. На півночі екорегіон межує з більш вологими та прохолодними кантабрійськими мішаними лісами. На північному сході від регіону поширені гірські ліси Північно-Західної Іберії.

## Клімат
В межах екорегіону панує середземноморський клімат, який характеризується дуже спекотним і сухим літом та м'якою і дощовою зимою. Середньорічна температура становить близько 13-19 °C, а середні температури найхолодніших місяців — близько 1-10 °C. На екорегіон впливають холодні морські течії, які знижують температуру та підвищують вологість повітря. Річна кількість опадів становить 450-900 мм.

## Флора
Основними рослинними угрупованнями регіону є вічнозелені широколистяні ліси, основу яких складають коркові дуби (Quercus suber) та кам'яні дуби (Quercus rotundifolia), підлісок — такі невисокі дерева і високі кущі, як благородний лавр (Laurus nobilis), сірий суничник (Arbutus unedo), деревоподібна еріка (Erica arborea), вінична еріка (Erica scoparia), звичайний падуб (Ilex aquifolium), широколистий черемшинник (Phillyrea latifolia), вузьколистий черемшинник (Phillyrea angustifolia), вічнозелена калина (Viburnum tinus), чорний жарновець (Cytisus villosus), звичайний мирт (Myrtus communis), низька карликова пальма (Chamaerops humilis) і мастикове дерево (Pistacia lentiscus), а ліаноподібний ярус — в'юнка жимолость (Lonicera periclymenum var. hispanica), середземноморський смілакс (Smilax aspera), дика марена (Rubia peregrina var. longifolia) та звичайний плющ (Hedera helix). 
Ліси коркових дубів широко поширені по всьому Західному Середземномор'ю, від Італії до Марокко. Вони віддають перевагу місцевостям з вологим і теплим кліматом, з річною кількістю опадів 600-800 мм та з відсутністю заморозків, зустрічаються на висоті до 1500 м над рівнем моря, переважно на кам'янистих ґрунтах. Кам'яні дуби можуть витримувати більші перепади температур і кількості опадів, а також не віддають перевагу якомусь типу ґрунтів. Колись дубові ліси покривали значні території, які наразі перетворені на сільськогосподарські угіддя. Внаслідок людської діяльності виникають відкриті, саваноподібні дубові ліси, підлісок яких складають невисокі чагарники і трави, зокрема ладанолистий чист (Cistus ladanifer).
На теплих, сухих, прибережних і внутрішніх рівнинах колись були широко поширені вічнозелені ліси і маквіси, основу яких складали європейські маслини (Olea europaea) та ріжкові дерева (Ceratonia siliqua). Наразі більшість маквісів перетворені на сільськогосподарські угіддя, і лише деякі залишки лісів цього типу зберігають свою природну структуру. Вплив людини, головним чином через випас худоби, пожежі та збирання дров, перетворив більшість існуючих диких оливкових і ріжкових дерев у вторинні щільні чагарникові зарості або в агролісокультурні ландшафти, що складаються з розкиданих дерев на луках або полях. Крім того, оливкові та ріжкові дерева були окультурені з метою отримання оливкової олії або їжі та корму відповідно. Ці вічнозелені ліси і маквіси характеризуються великою кількістю високих кущів та невисоких дерев, зокрема низьких карликових пальм (Chamaerops humilis), мастикових дерев (Pistacia lentiscus), широколистих черемшинників (Phillyrea latifolia), вузьколистих черемшинників (Phillyrea angustifolia) та звичайного мирту (Myrtus communis). З маквісом асоціюються такі ліани, як вусатий ломиніс (Clematis cirrhosa), вогнистий ломиніс (Clematis flammula), середземноморський смілакс (Smilax aspera), звичайний товстокорінник (Tamus communis), дика марена (Rubia peregrina) та дводомний переступень (Bryonia dvoica). В густому і тінистому нижньому ярусі зустрічаються такі трав'янисті рослини, як звичайний арізарум (Arisarum vulgare), середній барвінок (Vinca difformis), тригранна цибуля (Allium triquetrum) та іспанський м'яточник (Ballota hispanica). Для відкритих рідколісь і деградованих чагарників характерні такі кущі, як Lavandula dentata, Lycium intricatum, Calicotome villosa, Osyris lanceolata, Chrysojasminum fruticans та Rhamnus oleoides.
Невисокі чагарникові зарості, де домінує ладанолистий чист (Cistus ladanifer) в асоціації зі Ulex argenteus, Genista hirsuta і Lavandula stoechas відомі в Португалії під назвою мату. Ладанолистий чист поширений в районах з бідними ґрунтами, а також на територіях, порушених пожежами, заготівлею деревини та розчисткою з метою перетворення на сільськогосподарські угіддя чи пасовища. Ця рослина є пірофітом і покладається на вогонь, який має знищити конкуруючі дерева та кущі, щоб проростити своє насіння. 
В прибережних лісах, добре пристосованих до періодичних затоплень, зустрічається ендемічний чагарник річкова флюгея (Flueggea tinctoria), часто в асоціації з канарськими тамариксами (Tamarix canariensis), африканськими тамариксами (Tamarix africana), білими вербами (Salix alba) та білими тополями (Populus alba).
Основу прибережних соснових рідколісь, пов'язаних із закріпленими піщаними дюнами, складають італійські сосни (Pinus pinea). Ці ліси є дуже цінними екосистемами як з соціально-економічної точки зору (стале управління збором соснового насіння є важливою діяльністю, що приносить дохід для сільської економіки), так і з точки зору збереження ґрунту, стабілізації та збереження біорізноманіття.

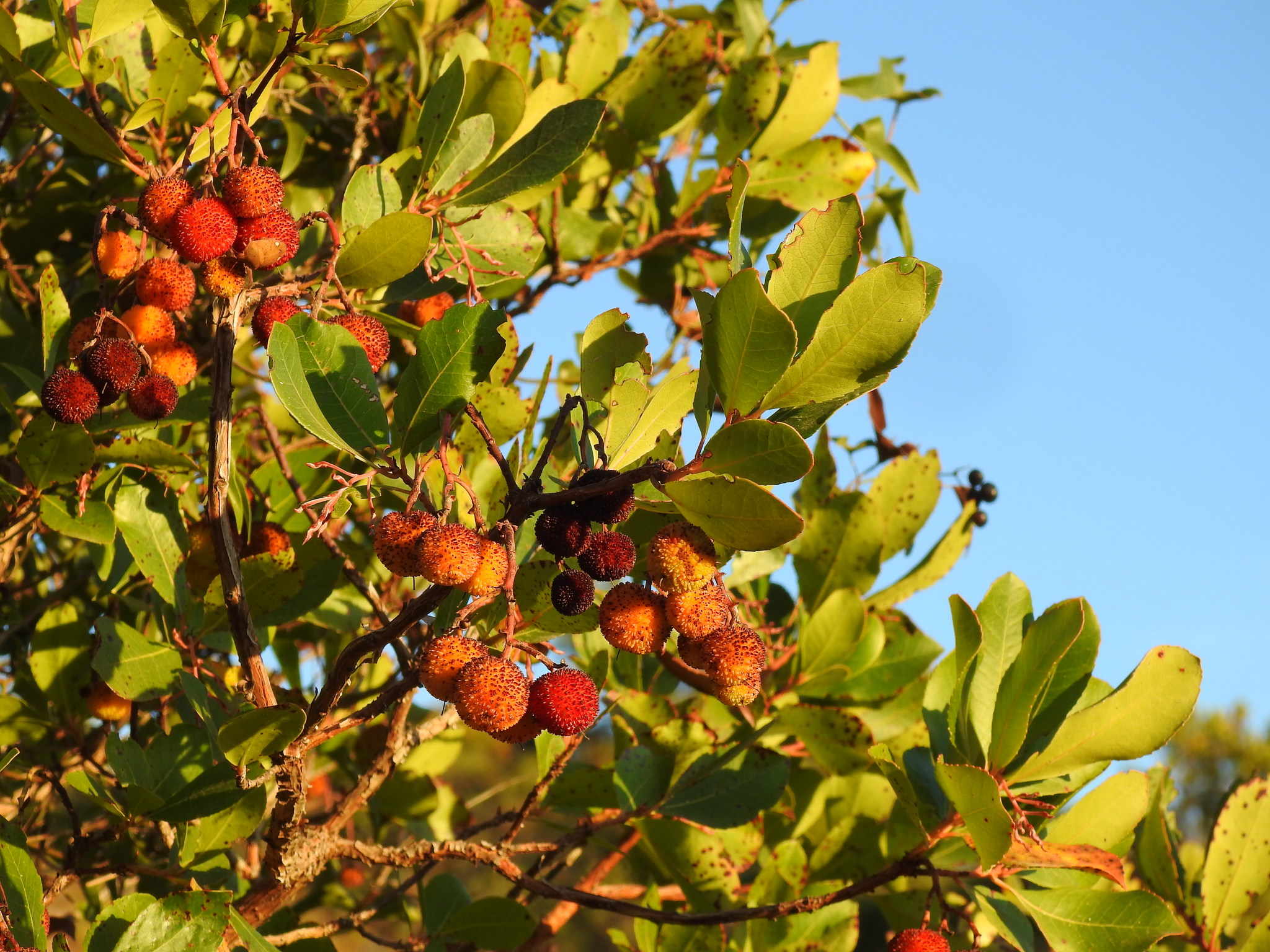
Суничник сірий (Arbutus unedo) у Фару, Португалія
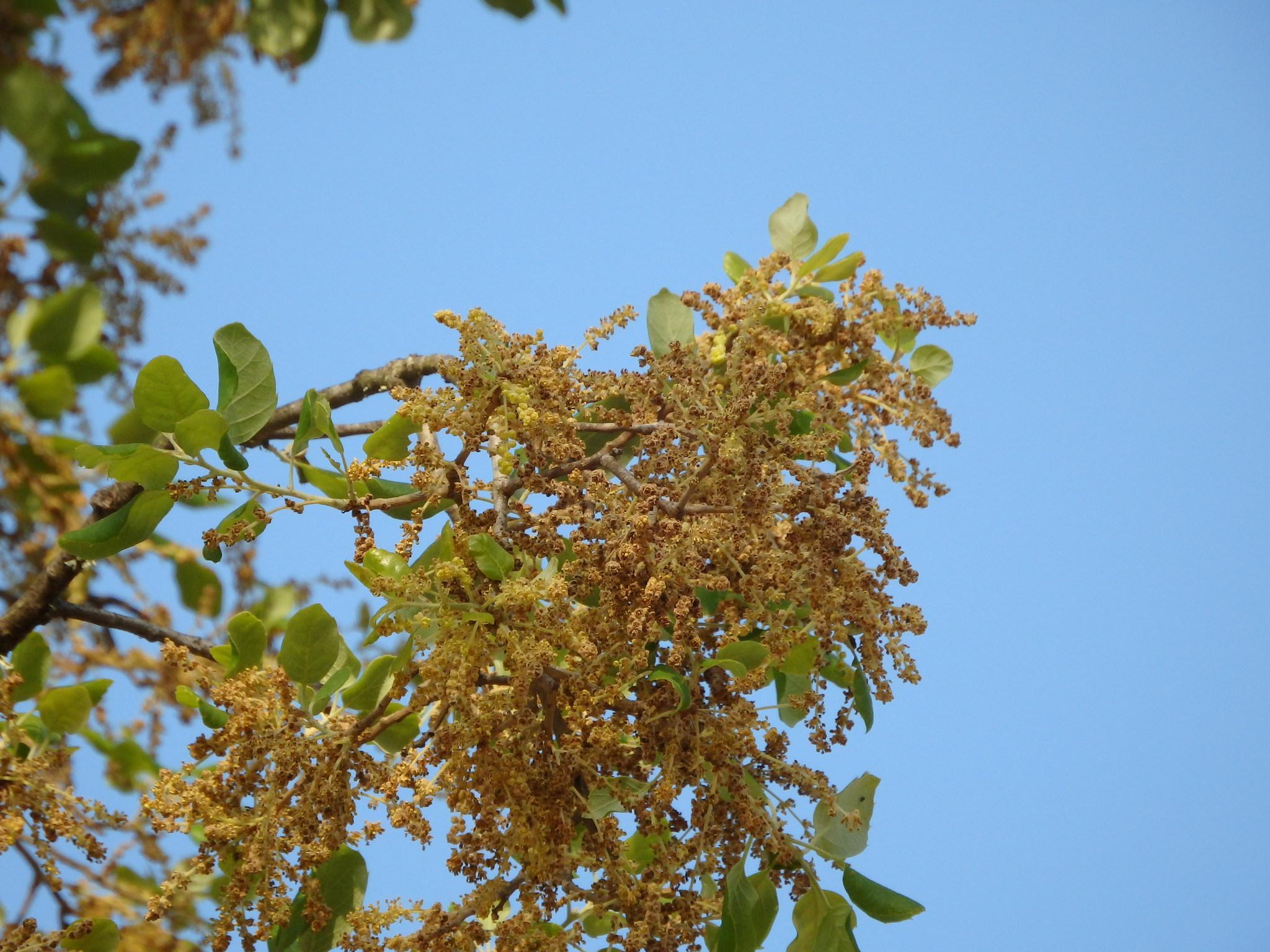
Дуб корковий (Quercus suber) у Фару, Португалія
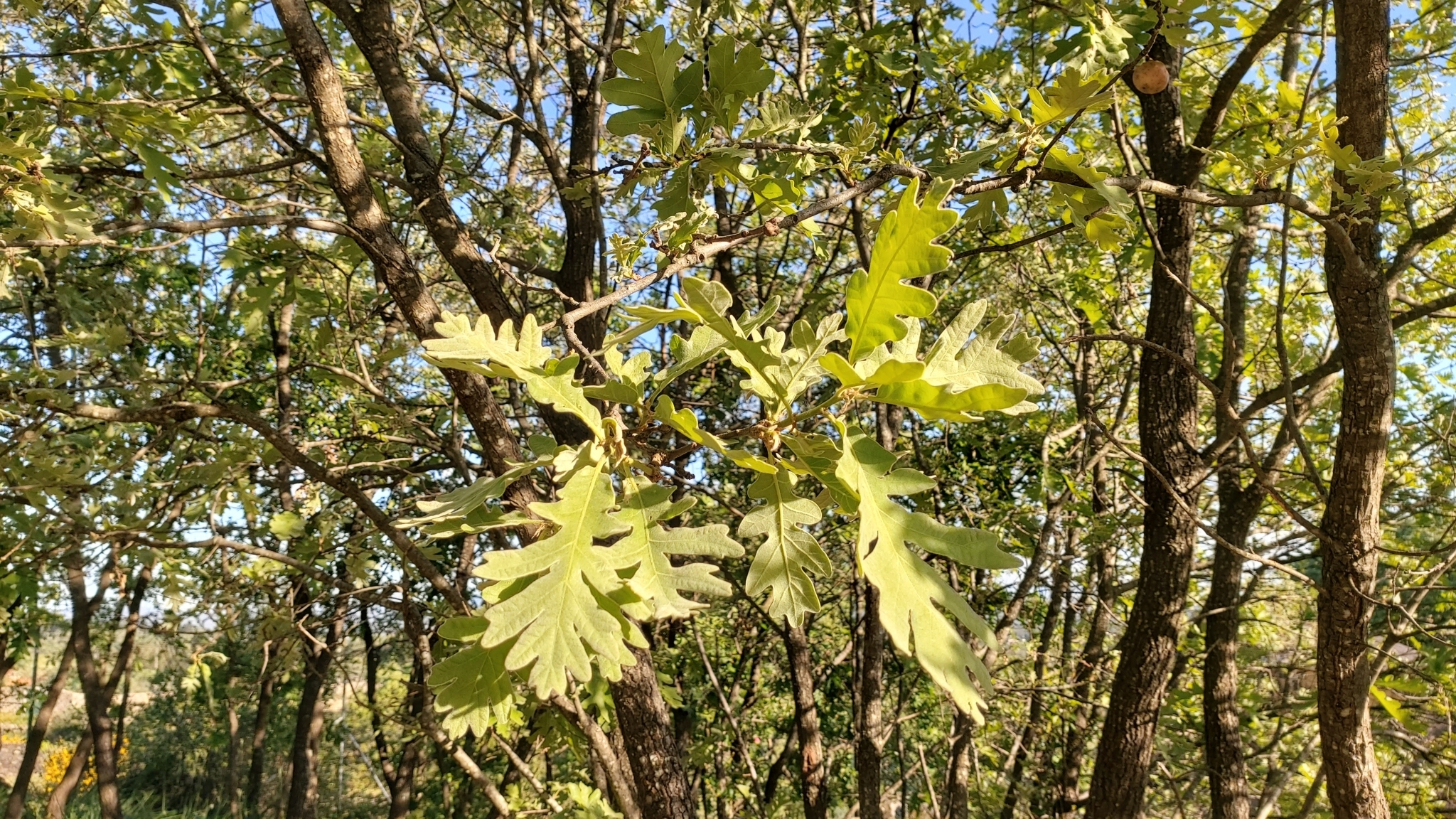
Дуб піренейський (Quercus pyrenaica) у Каштелу-Бранку, Португалія
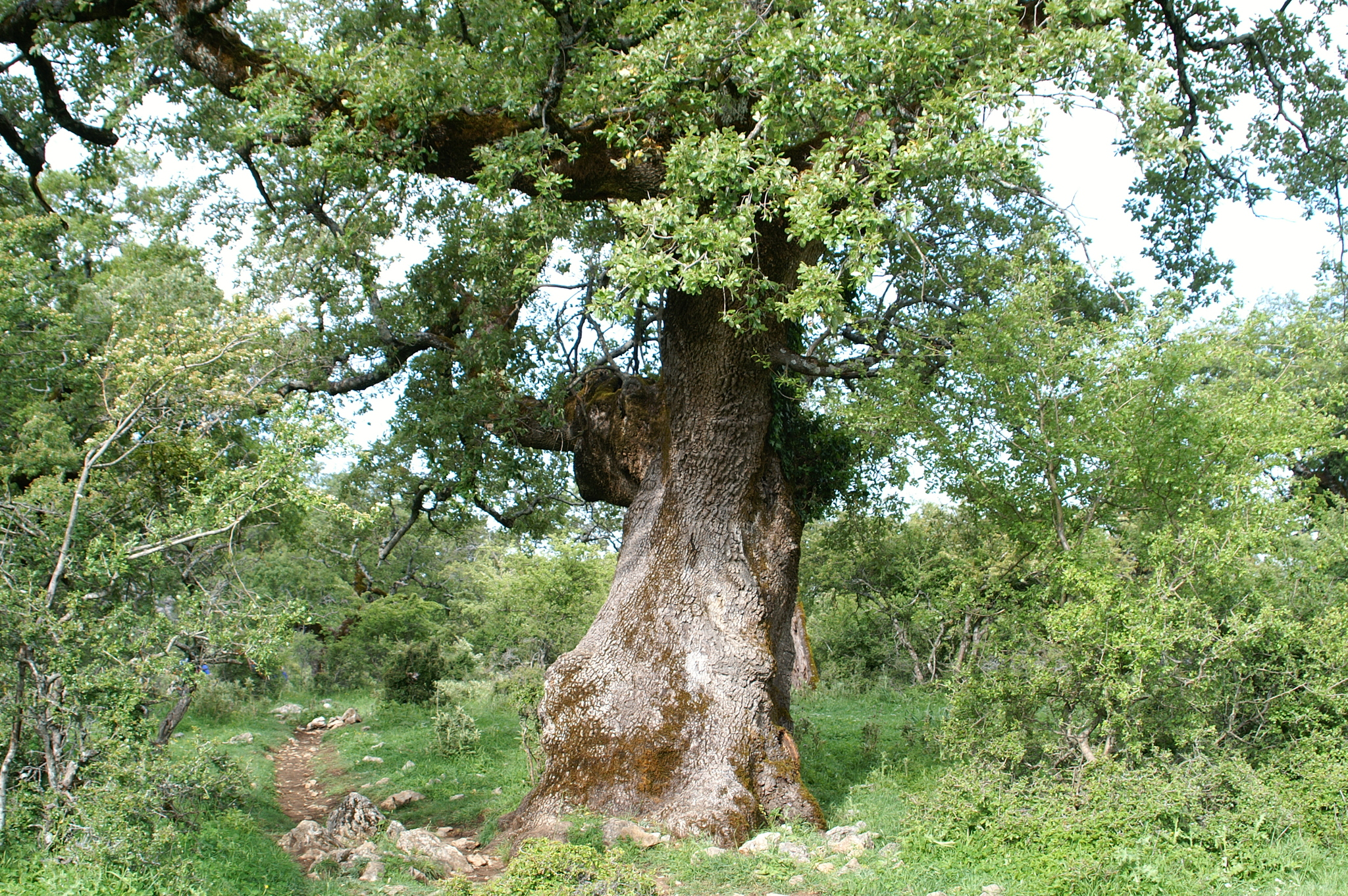
Дуб кам'яний (Quercus rotundifolia) у Кадісі, Іспанія
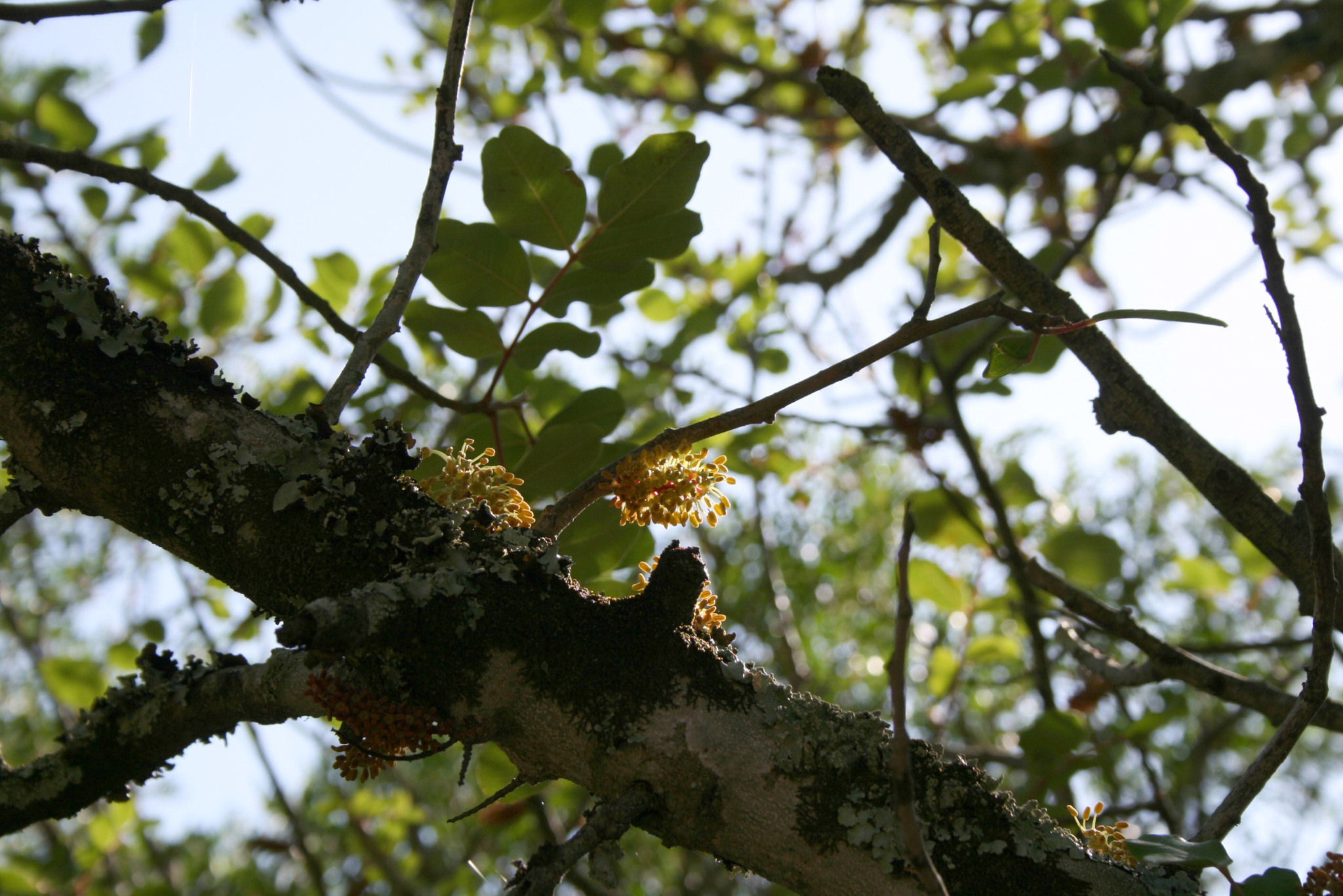
Ріжкове дерево (Ceratonia siliqua) у Кадісі, Іспанія
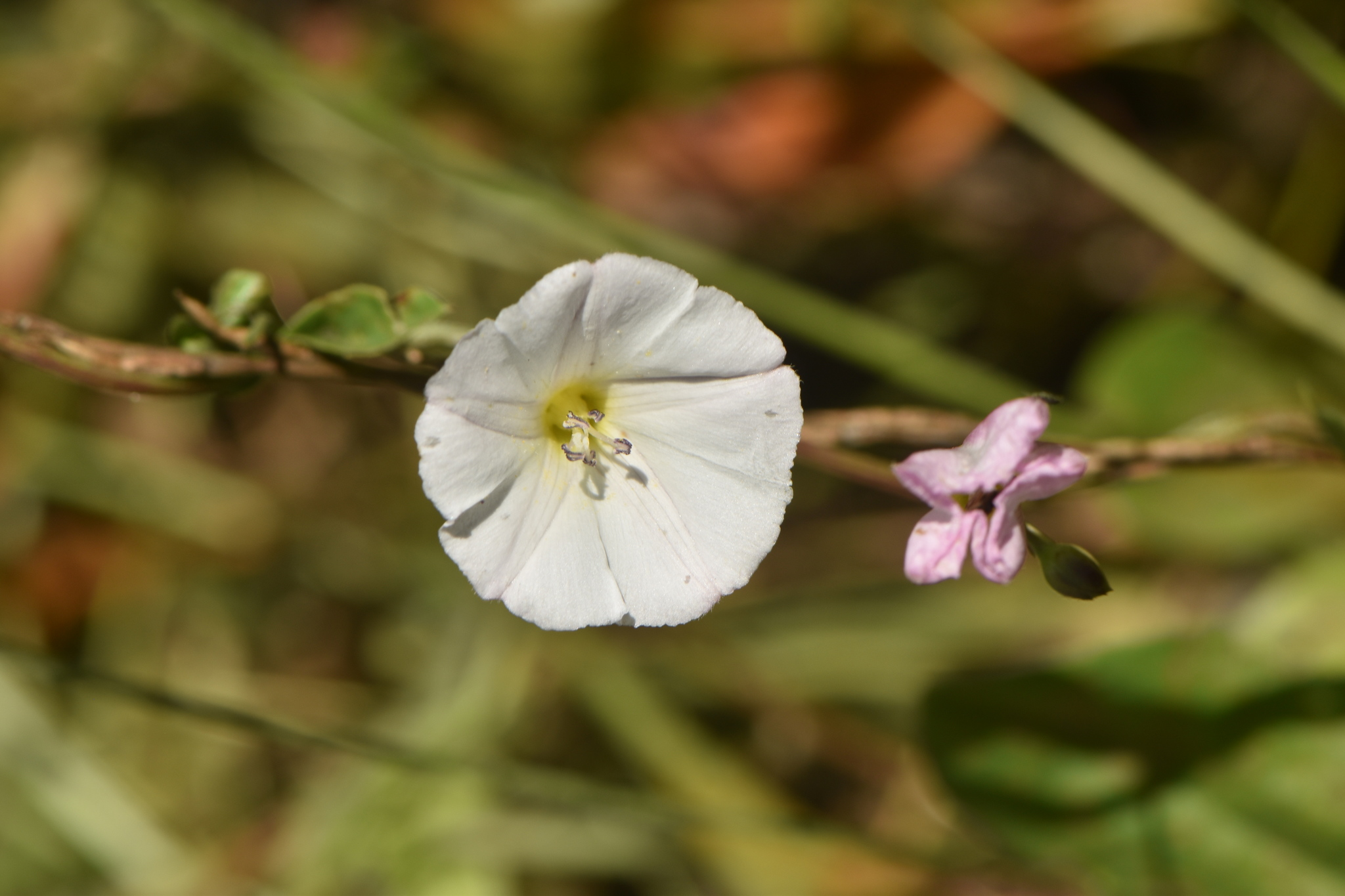
Берізка польова (Convolvulus arvensis) у Алорі, Іспанія
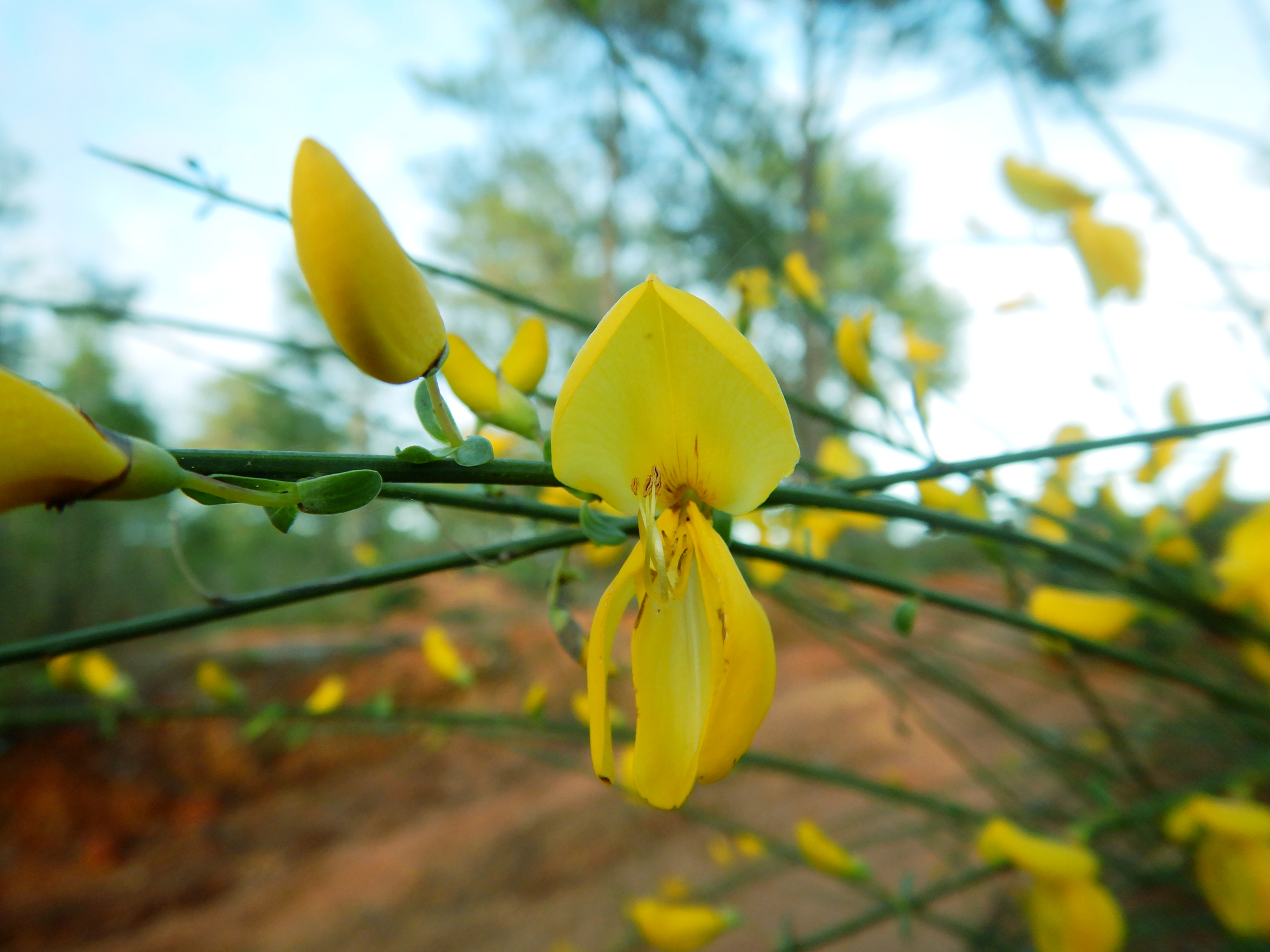
Жарновець великоквітковий[es] (Cytisus grandiflorus) у Лоле, Португалія
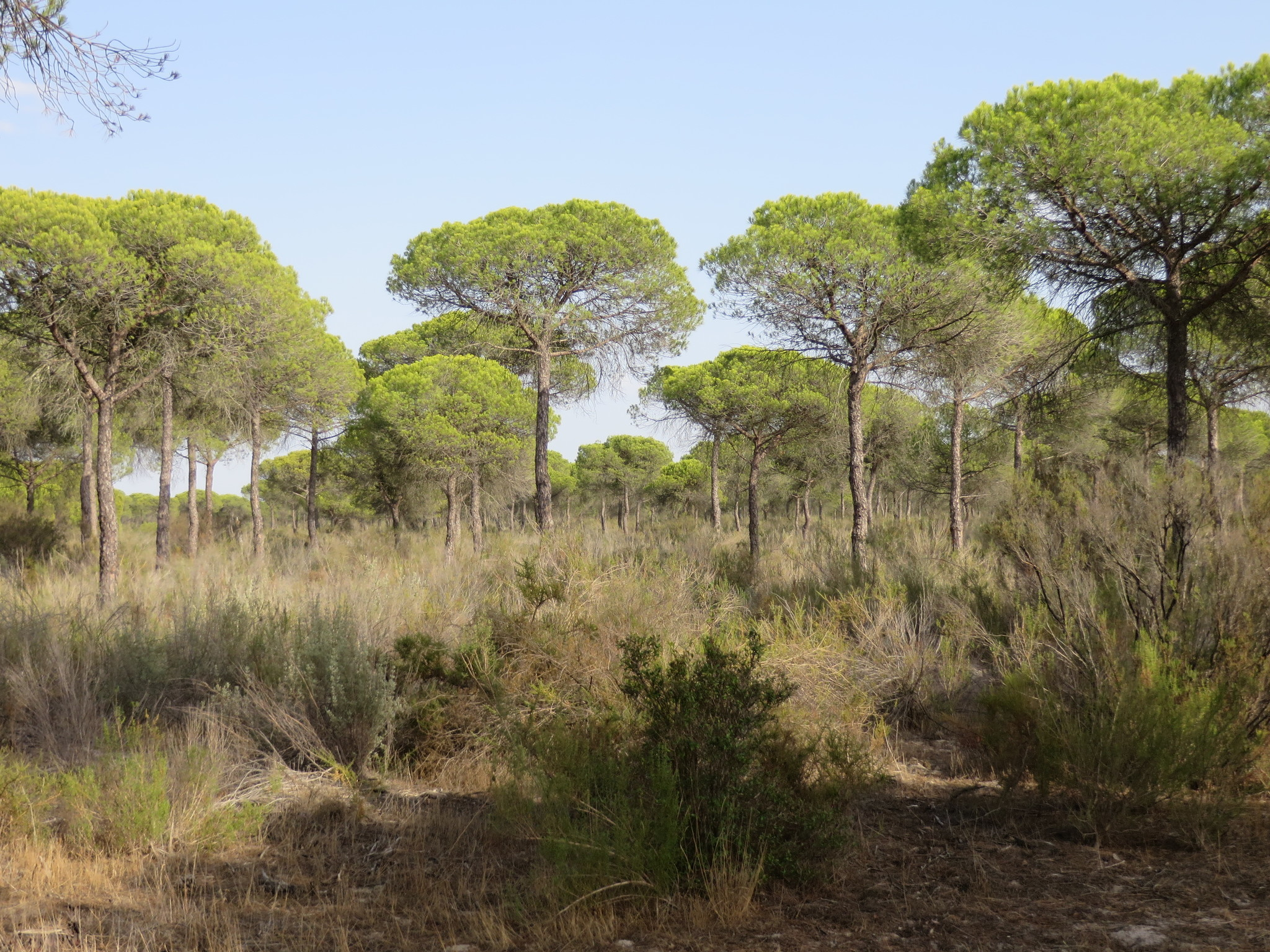
Сосна італійська (Pinus pinea) в Уельві, Іспанія
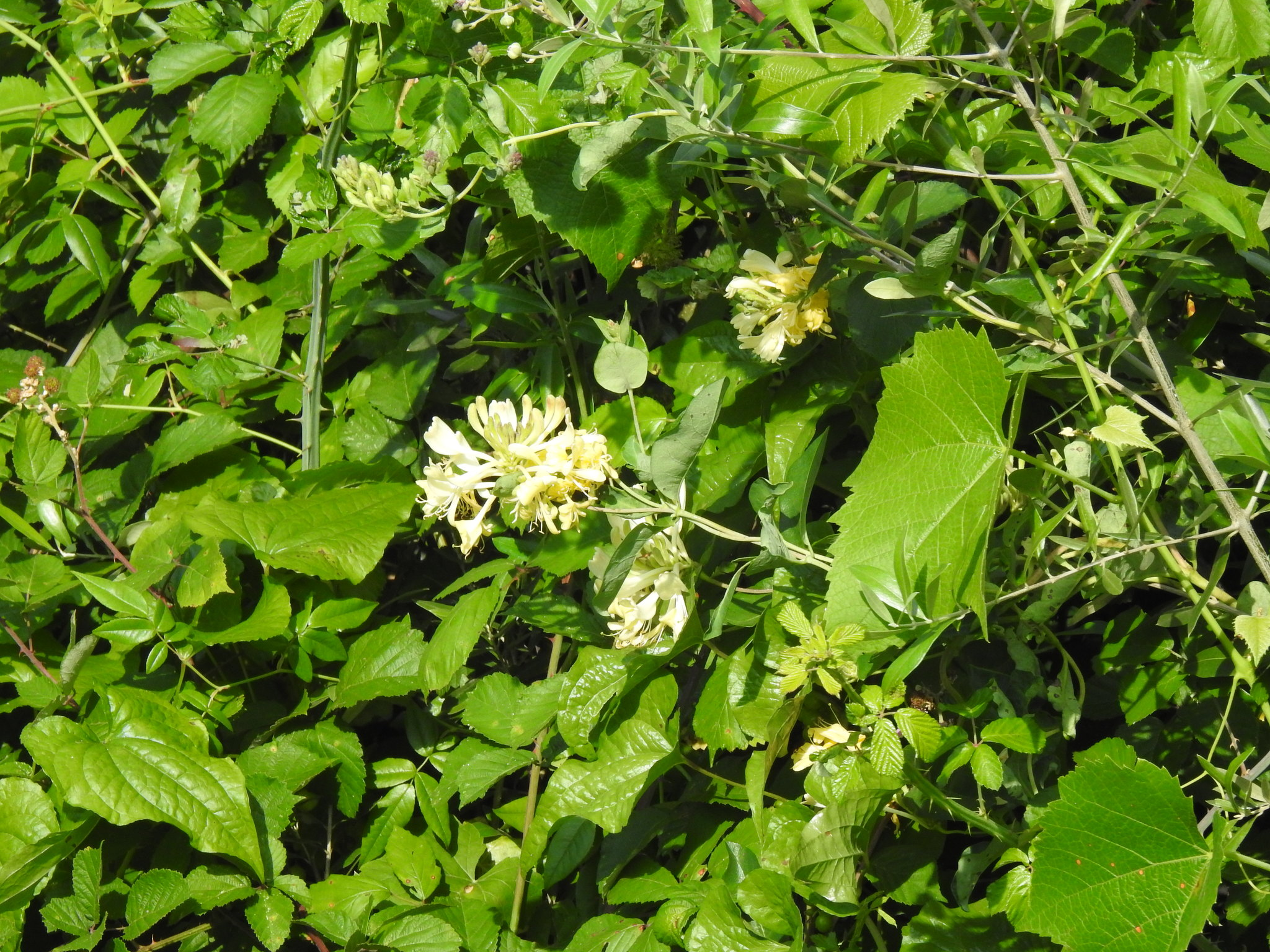
В'юнка жимолость (Lonicera periclymenum) у Пенакові, Португалія
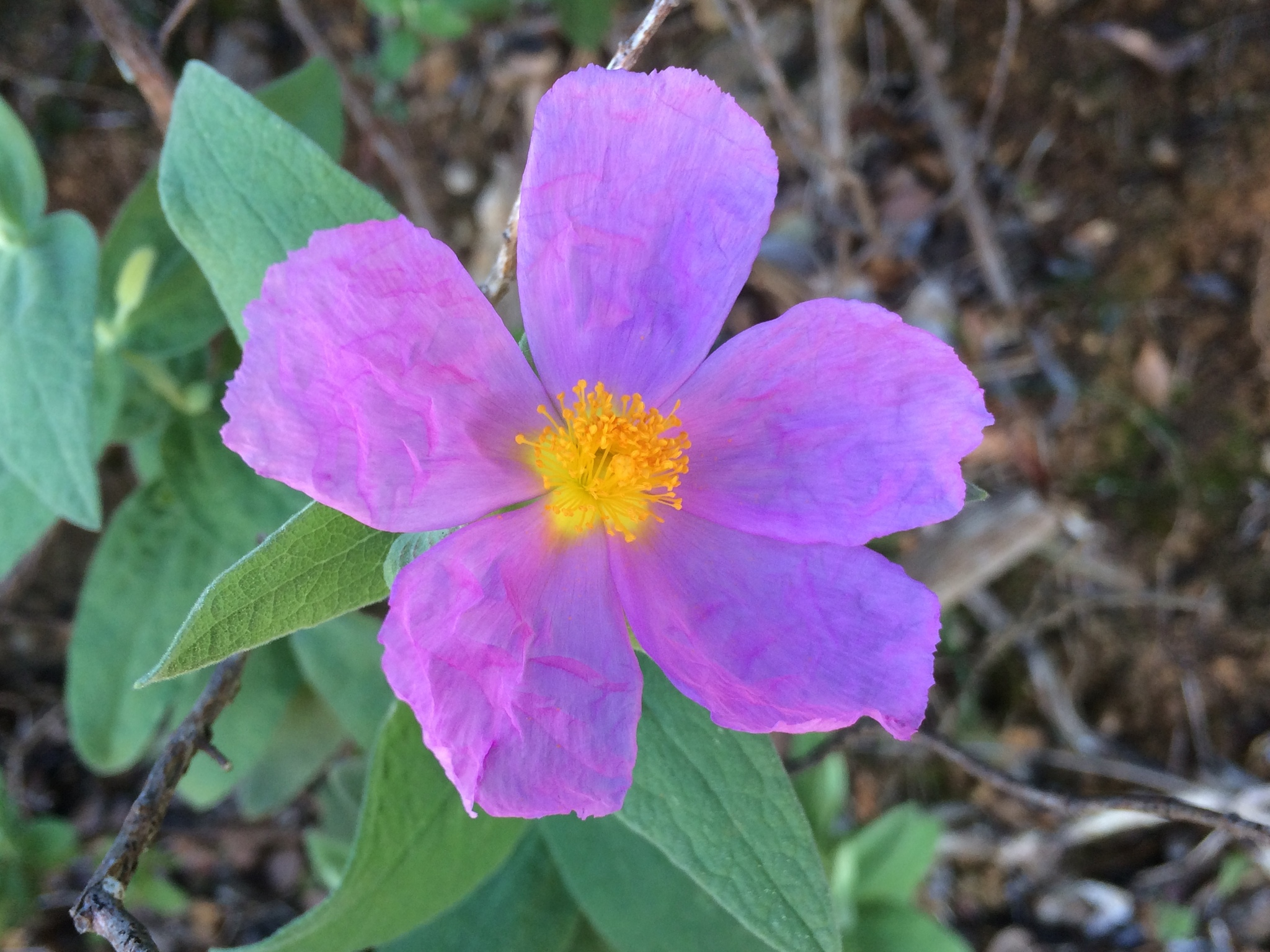
Жарновець білий[es] (Cytisus albidus) у Сетубалі, Португалія

## Фауна
У Національному парку Доньяна та в його околицях мешкають такі рідкісні тварини, як іспанські рисі (Lynx pardinus), іспанські могильники (Aquila adalberti) та євразійські дрохви (Otis tarda). Крім того, екорегіон є важливим притулком для деяких ссавців, таких як річкова видра (Lutra lutra), та для значної кількості плазунів, зокрема для європейської болотяної черепахи (Emys orbicularis), середземноморської водяної черепахи (Mauremys leprosa) та звичайних хамелеонів (Chamaelo chamaelon). На водно-болотних угіддях регіону гніздяться такі птахи, як руді чаплі (Ardea purpurea), звичайні кваки (Nycticorax nycticorax) та очеретяні луні (Circus aeruginosus). Взимку сюди прилітає велика кількість нерознів (Anas strepera) та червонодзьобих черней (Netta rufina). Загалом гирла річок і прибережні лагуни екорегіону є одними з найважливіших і найкращих місць гніздування, відпочинку і зимівлі для качок, фламінго та великої кількості інших перелітних птахів.

## Лісове господарство
Жителі Південної Португалії та Південно-Західної Іспанії розробили системи землекористування, зосереджені на культивації коркового дуба (Quercus suber).
Коркові дуби мають товсту захисну кору, з якої люди роблять корки. Збір врожаю включає здирання кори з дорослих дерев, яке може розпочатися, коли дерева досягнуть діаметра стовбура 70 см, як правило, у віці 20–25 років. Кора збирається вручну за допомогою ручних сокир. Вживаються заходи з мінімізації травмування дерев, аби вони могли продовжувати рости та продукувати більше кори. Корок можна збирати кожні дев'ять років з певного дерева, а коркові дуби можуть продовжувати рости та виробляти придатну для збирання кору протягом 150–200 років і більше. Промислово придатний корок виробляється лише після третього збору врожаю на деревах віком сорок і більше років. Португалія є провідним у світі виробником корку, з якого роблять пляшкові пробки, підлогу, звукоізоляцію, поплавки тощо.
У Португалії коркові ліси переважають в районах з крутими схилами і бідними ґрунтами, непридатними для ведення сільського господарства, зокрема в горах регіону Алгарве та на пагорбах регіону Алентежу. Більшість коркових лісів знаходиться на приватних землях. У деяких лісах підлісок вирубують, щоб зменшити ризик пожежі, а в інших підлісок може рости природним шляхом.
Традиційні лісові господарства з вирощування коркового дуба відомі як монтаду в Португалії та дехеса в Іспанії. Вони мають нижчу щільність дерев, ніж справжні дубові ліси (40-80 дерев на гектар), і мають відкритий лісовий намет або широко розставлені дерева, які нагадують савану. Підлісок вільний від чагарників і використовується для випасу тварин або вирощування сільськогосподарських культур, як правило, пшениці, ячменю та вівса.
З 1920-х до 1960-х років португальські уряди сприяли великомасштабному вирощуванню пшениці, і багато монтаду в низовинах були розчищені для монокультурних пшеничних полів та для розміщення тракторів. З 1960-х років Португалія урбанізувалася, і європейська та португальська сільськогосподарська політика більше не сприяє дрібному вирощуванню пшениці. Як наслідок, деякі малі гірські ферми були покинуті, а інші консолідовані у більші комерційні фермерські господарства.
В Іспанії чорних іберійських свиней розводять в огорожах, але їм дозволяють бродити в дехезах, де вони пасуться на жолудях. Свиней забивають на хамон, а шинка від свиней, яких годують жолудями, вважається найякіснішою. Різні породи дубів дають жолуді в різні пори року, тому дехеси з різноманітною дубовою флорою можуть прогодувати більше свиней. Навчених свиней також використовують для пошуку делікатесних чорних трюфелів серед коріння дубів.
В останні десятиліття у відповідь на зміни клімату та втрату біорізноманіття зріс інтерес до практики сталого лісівництва. Ферма Хердаде-ду-Фрейшу-ду-Мейу у селі Форуш-де-Вале-де-Фігейра, що поблизу міста Монтемор-у-Нову в Алентежу, відроджує форму гірського лісівництва. На фермі площею 600 гектарів горіхи, коркові дуби, оливи, цитрусові та інші фруктові та горіхові дерева підтримують виноградні лози, а також забезпечують їжу та тінь традиційним породам свиней, корів, курей та індиків.
Великі території Португалії були засаджені плантаціями приморської сосни (Pinus pinaster) та інтродукованих евкаліптів, переважно кулястих евкаліптів (Eucalyptus globulus). Сосна вирощується в основному для отримання деревини та ДСП, тоді як евкаліпт використовується для виробництва паперу. Починаючи з 1970-х років, евкаліптові насадження збільшувалися, в основному замінюючи соснові. 20 % площ, засаджених евкаліптом, знаходяться в управлінні лісопромислових компаній, а решта ділянок, часто невеликих, управляються окремими землевласниками. Поширені також змішані насадження евкаліптів і сосен, особливо в недоглянутих насадженнях. Eucalyptus globulus може натуралізуватися та поширитися на території з достатньою кількістю води. У квітні 2017 року португальський уряд оголосив про свій намір заборонити розширення плантацій евкаліпта, проти чого виступили представники целюлозної промисловості. Після лісових пожеж у Португалії в червні 2017 року, які призвели до смерті 66 людей і травмування 204 людей, уряд оголосив про додаткові обмеження, зокрема про заборону на вирощування евкаліпта в певних районах, про штрафи за несанкціоновану купівлю саджанців евкаліпта та про обмеження у посадці нових евкаліптових дерев.

## Збереження
Оцінка 2017 року показала, що 14 761 км², або 21 % екорегіону, є заповідними територіями. Природоохоронні території включають Природний парк Аррабіда (176,53 км²), Природний парк Ріа-Формоза (179,01 км²), Природний парк Серрас-де-Айре-е-Кандейрос (383,92 км²), Природний парк Сінтра-Кашкайш (144,51 км²) і Природний парк південного заходу Алентежу та Коста-Вісентіни (895,72 км²) в Португалії та Природний парк Лос-Алькорнокалес (1,677 км²) і Національний парк Доньяна (543 км²) в Іспанії.